# Riverside Parish Church

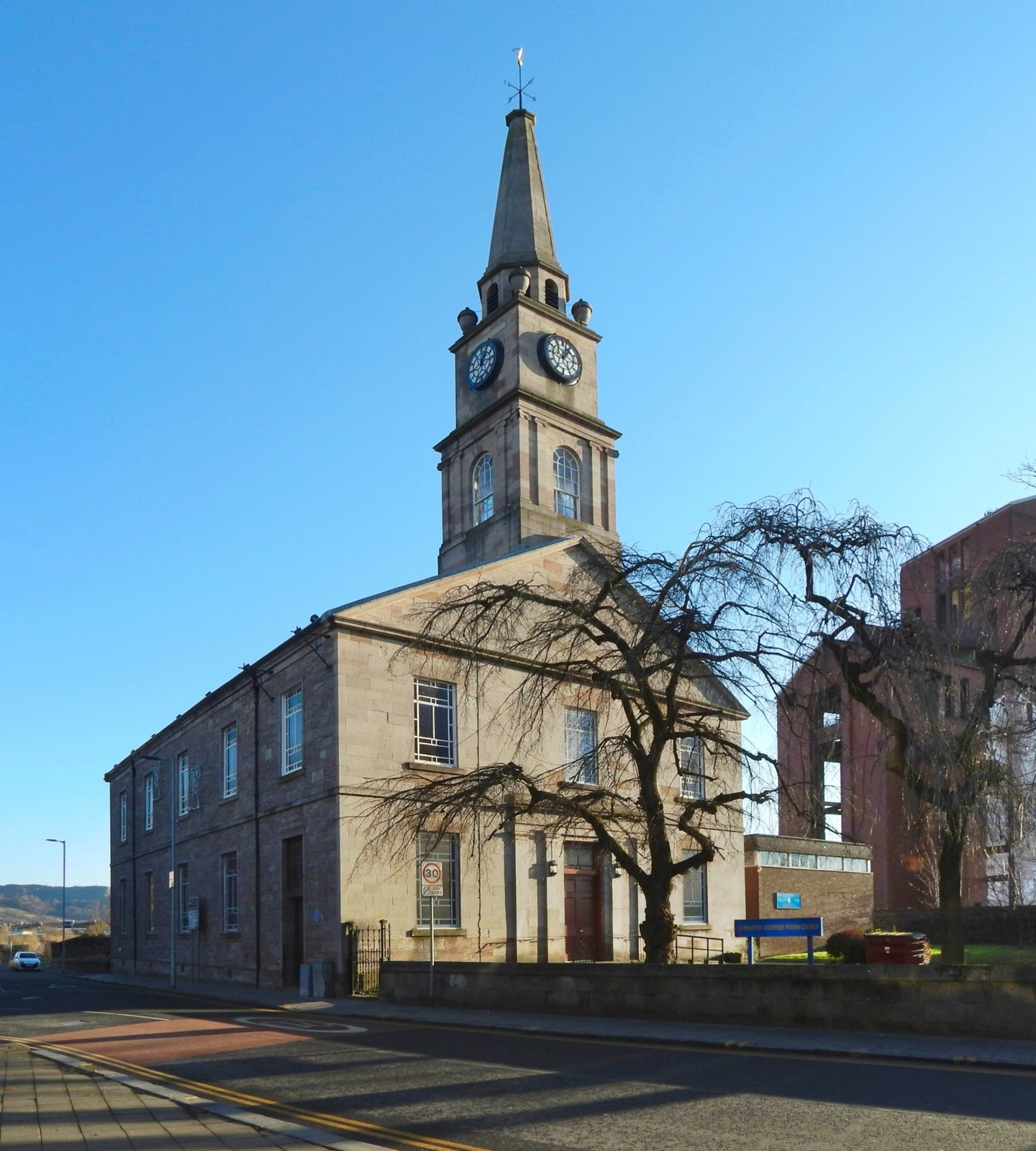
Riverside Parish Church

Die Riverside Parish Church ist ein Kirchengebäude der presbyterianischen Church of Scotland in der schottischen Stadt Dumbarton in West Dunbartonshire. 1971 wurde das Gebäude in die schottischen Denkmallisten in der höchsten Kategorie A aufgenommen. Die Kirche ist heute noch als solche in Verwendung.

## Geschichte
Die Geschichte des Christentums im heutigen Dumbarton kann bis in das 4. Jahrhundert zurückverfolgt werden. In dieser Zeit war das heutige Dumbarton Castle Herrschersitz des Königreiches Alt Clut, das im Jahre 314 drei Bischöfe zur Vertretung des Königreichs zum Konzil von Arles entsandte. Im 6. Jahrhundert ließ die irische Prinzessin Modwenna eine dem Heiligen Patrick geweihte Kapelle an den Mauern von Alt Clut erbauen.
Während Bauarbeiten im Jahre 1848 stieß man auf eine Grabplatte unterhalb der heutigen Riverside Church. Sie zeigte Kreuz und Schwert, weshalb davon ausgegangen wird, dass sie aus der Zeit der Kreuzzüge stammt. Da Adlige oftmals innerhalb von Kirchen beigesetzt wurden, deutet dies auf einen Kirchenbau an diesem Ort im 11. oder 12. Jahrhundert hin; zumindest auf eine christliche Nutzung. Des Weiteren kann davon ausgegangen werden, dass sich bereits eine Kirche in Dumbarton befand, als König Alexander II. die Siedlung 1222 zum Royal Burgh erhob. Der älteste schriftliche Beleg stammt aus dem Jahr 1320 als König Robert I. die Kirche dem Kloster Kilwinning zuordnete. Über dieses Gebäude ist jedoch wenig bekannt. Der Vorgängerbau der heutigen Kirche könnte aus dem Jahr 1372 stammen. Das Gebäude besaß einen breiten, aber kurzen Turm. Im 17. Jahrhundert wurde ein Querhaus hinzugefügt, sodass ein T-förmiger Grundriss entstand.
Am 9. Januar 1810 wurde der Neubau der Kirche beantragt. Die Kosten wurden auf 5100 £ geschätzt. Der ursprüngliche Entwurf, den der Glasgower Architekt John Brash einreichte, hätte zu hohe Baukosten verursacht, weshalb sein zweiter Entwurf einen deutlich schlichteren Altarbereich und schlichtere Ornamentik aufwies und an die Architektur der Old Galston Church, einem seiner früheren Bauwerke, angelehnt war. Im Folgejahr wurde das Gebäude fertiggestellt. Bis 1832 wurde der Innenraum mit Kerzen beleuchtet, bevor auf moderne Gasbeleuchtung umgestellt wurde. Elektrifiziert wurde das Gebäude schließlich im Jahre 1912. Mit der Bildung des neuen Parishs Riverside 1972 wurde die Kirche schließlich Pfarrkirche.

## Beschreibung
Die Kirche liegt im Süden der Stadt nahe dem Levenufer, schräg gegenüber der episkopalen St Augustine’s Church. Das Gebäude ist im georgianischen Stil erbaut. Das Mauerwerk des länglichen Gebäudes besteht aus Bruchstein, ist jedoch mit Quaderstein verkleidet. Ein zweistöckiger Glockenturm mit quadratischem Grundriss erhebt sich an der westlichen Giebelseite. Darunter befindet sich das zweiflüglige Eingangsportal mit Kämpferfenster, flankiert von Blendpfeilern. Traufseitig sind Fenster auf fünf vertikalen Achsen angeordnet. Sie wurden im Jahre 1885 neu gestaltet. An der Südseite befindet sich eine Sonnenuhr. Das Gebäude schließt mit einem schiefergedeckten Satteldach ab. Die Giebeldreiecke sind eingefasst. Im ersten Obergeschoss des Glockenturms sind auf jeder Seite Rundbogenfenster eingelassen, die ionische Blendpfeiler flankieren. Im zweiten Obergeschoss sind allseitig Turmuhren angebracht. Der Turm schließt mit einem spitzen Helm mit oktogonalem Grundriss. Darauf sitzt ein Wetterhahn.